# Trevor Donovan
Trevor Donovan Neubauer (Bishop, 11 ottobre 1982) è un modello e attore statunitense.

## Carriera
Trevor Donovan inizia la propria carriera come modello, lavorando fra gli altri per Dolce & Gabbana, Jockey, Calvin Klein e Abercrombie & Fitch.
In seguito inizia a lavorare come attore nel 2007, recitando nella soap opera della NBC Il tempo della nostra vita (Days of Our Lives)  nel ruolo di Jeremy Horton. Ottiene anche alcune piccole parti nel reality show Paradise Lost e nel serial Give Me Five.
Grazie a queste esperienze riuscirà dapprima ad ottenere un ruolo nel film Il mondo dei replicanti ed in seguito ad essere scelto per il ruolo regolare di Teddy nel serial 90210.

## Filmografia parziale

### Cinema
- Il mondo dei replicanti (Surrogates), regia di Jonathan Mostow (2009)
- Takers, regia di John Luessenhop (2010)
- Le belve (Savages), regia di Oliver Stone (2012)
- Hot Water, regia di Larry Rippenkroeger (2021)
- Wolfhound, regia di Michael B. Chait (2022)
- Reagan - Un presidente sotto i riflettori (Reagan), regia di Sean McNamara (2024)

### Televisione
- 90210 – serie TV, 53 episodi (2009-2013)
- The Client List - Clienti speciali (The Client List) – serie TV, episodi 2x04-2x13 (2013)
- Drop Dead Diva – serie TV, episodio 5x08 (2013)
- Melissa & Joey – serie TV, 6 episodi (2013-2014)
- Diario di una nerd superstar (Awkward) – serie TV, 1 episodio (2014)
- Bermuda Tentacles, regia di Nick Lyon – film TV (2014)
- Texas Rising – miniserie TV, 5 episodi (2015)
- L'amore sa dove trovarti (Love Finds You in Charm), regia di Terry Cunningham – film TV (2015)
- Amore tra i rami (Love on a Limb), regia di Mel Damski – film TV (2016)
- JL Family Ranch, regia di Charles Robert Carner – film TV (2016)
- Il marito che non ho mai conosciuto (Escaping Dad), regia di Ross Kohn – film TV (2017)
- Lucifer – serie TV, episodio 3x15 (2017)
- NCIS - Unità anticrimine (NCIS) – serie TV, episodio 4x15 (2017)
- Sun Records – serie TV, 7 episodi (2017)
- Sposami a Natale (Marry Me at Christmas), regia di Terry Ingram – film TV (2017)
- Segreti tra vicini (Neighborhood Watch), regia di Jake Helgren – film TV (2018)
- L'amore in fuga (Runaway Romance), regia di Brian Herzlinger – film TV (2018)
- SnowComing, regia di Peter DeLuise – film TV (2018)
- The Ghost Beyond, regia di R. Michael Givens – film TV  (2018)
- Un ascensore per due (Prescription for Love), regia di Brian Brough – film TV (2019)
- L'autunno dei ricordi (Love, Fall & Orde), regia di Clare Niederpruem – film TV (2019)
- La nostalgia del Natale (Nostalgic Christmas), regia di J.B. Sugar – film TV (2019)
- The Baxters – serie TV, 7 episodi (2019-2021)
- USS Christmas, regia di Steven R. Monroe – film TV (2020)
- JL Family Ranch - Il regalo di nozze (JL Family Ranch: The Wedding Gift), regia di Sean McNamara – film TV (2020)
- The Au Pair, regia di Joe Russo – film TV (2020)
- Un amore da salvare (Love, Lost & Found), regia di John Lyde – film TV (2021)
- Amore a discesa libera (Two for the Win), regia di Jerry Ciccoritti – film TV (2021)
- Nantucket Noel, regia di Kirsten Hansen – film TV (2021)
- Una principessa a Natale (Jingle Bell Princess), regia di Don McBrearty – film TV (2021)
- Aloha with Love, regia di Brian Herzlinger – film TV (2022)
- The Engagement Plot, regia di Brandon Clark – film TV (2022)
- Era solo un messaggio prima di Natale (It was Just a Message Before Christmas) – film TV (2024)
- Grey's Anatomy – serie TV, episodio 21x15 (2025)

## Doppiatori italiani
Nelle versioni in italiano delle opere in cui ha recitato, Trevor Donovan è stato doppiato da:
- Marco Vivio ne L'amore sa dove trovarti, NCIS - Unità anticrimine, Era solo un messaggio prima di Natale
- Federico Di Pofi in JL Ranch, L'incubo di una babysitter, JL Family Ranch: Il regalo di nozze
- Giuliano Bonetto in CSI - Scena del crimine, L'autunno dei ricordi
- Francesco Bulckaen ne Le belve, Il marito che non ho mai conosciuto
- Federico Talocci in Sposami a Natale, L'amore in fuga
- Mirko Mazzanti in Bermuda Tentacles
- Francesco Venditti in Texas Rising
- Patrizio Cigliano in 90210
- Gabriele Sabatini ne La nostalgia del Natale
- Carlo Petruccetti in Amore a discesa libera
- Ruggero Andreozzi in Un ascensore per due
- Yari Lettieri in Reagan - Un presidente sotto i riflettori
- Lorenzo Accolla in Grey's Anatomy

## Agenzie
- New York Model Management
- L.A. Model Management